# 保羅·基文迪
保羅·基文迪（英語：Paul Clement，1972年1月8日—）是一名英格蘭足球教練，曾執教英超球隊斯旺西。

## 生平
保羅·基文迪於卡洛·安切洛蒂任教車路士、巴黎聖日耳曼和皇家馬德里時擔當其副手，他之前在富咸、布力般流浪和愛爾蘭U21亦有執教經驗。
2015年夏季基文迪與打比郡簽署四年價值800萬英鎊的合約，雖然稅後比他在皇馬任副手賺取的年薪145萬約少25萬，但仍是英冠最高薪的領隊。

## 外部連結
- 足球資料庫：保羅·基文迪的領隊統計數據